# Elizabeth Holtzman
Elizabeth Holtzman, née le 11 août 1941 à Brooklyn, est une femme politique américaine membre du Parti démocrate. Elle est notamment représentante de l'État de New York à la Chambre des représentants des États-Unis de 1973 à 1981.

## Jeunesse
Elizabeth Holtzman est née à Brooklyn dans la ville de New York, dans une famille juive : son père, Sidney Holtzman, est avocat, et sa mère, Filia Holtzman, est professeur d'université.
Elle finit l'Abraham Lincoln High School de Brooklyn (en) en 1958, le Radcliffe College (avec mention magna cum laude) en 1962 et la Faculté de droit de Harvard en 1962. Elle est admise au barreau de l'État de New York en 1966.